# Thập niên 1860
Thập niên 1860 là thập niên diễn ra từ năm 1860 đến 1869.